# Бекеш (город)
Бе́кеш (венг. Békés, рум.  Bichiş ) — город на юго-востоке Венгрии, в медье Бекеш.Население города в 2001 году — 21 544 жителя. Площадь занимаемая городом — 127,23 км².

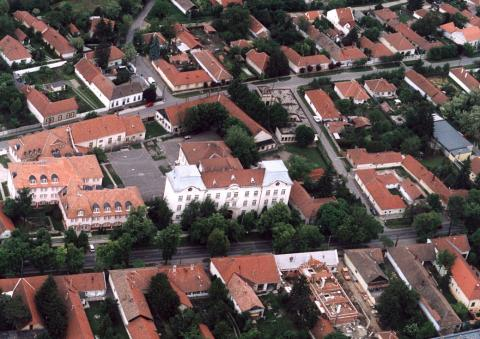
Вид на город

## География и транспорт
Город расположен примерно в 10 км к северу от центра медье — города Бекешчаба и в 190 км юго-восточнее Будапешта. Через город протекает река Кёрёш. В 30 километрах к востоку от города проходит граница с Румынией.

## История
Имя Бекеш первоначально носил замок, возможно, названный так по прозвищу владельца (Бекеш — на венгерском языке «мирный»). В период с XI по XV век замок Бекеш и поселение возле него были столицей одноимённого комитата.
В XV веке Бекеш постепенно стал терять своё значение, роль столицы комитата перешла к Дьюле.
В 1566 году Бекеш был занят турками, в 1595 году город был практически полностью разрушен в ходе боёв между венграми и турками. После освобождения от турок в 1695 году местность практически обезлюдела, довершили разорение бои в ходе восстания Ракоци в начале XVIII века.
На протяжении XVIII века Бекеш постепенно восстанавливался, к концу века он насчитывал уже пять кварталов и три церкви (католическая, протестантская и православная). Серьёзную проблему для города представляли паводки на Кёрёше, в середине XIX века был принят ряд мер для контроля над уровнем воды в реке, в частности прорыты многочисленные каналы, многие из которых сейчас в черте города.
С 1872 года Бекеш стал считаться деревней, но 15 апреля 1973 года вновь получил статус города.

## Достопримечательности
- Ансамбль площади Сечени — центральной площади города
- Протестантская церковь в стиле цопф
- Католическая церковь (1795)
- Греческая православная церковь
- Городская ратуша.

## Население
| Год  | Численность | Численность |
| ---- | ----------- | ----------- |
| 2013 | 19 924      | [ 2 ]       |
| 2014 | 19 676      | [ 3 ]       |
| 2019 | 18 322      | [ 4 ]       |
| 2021 | 17 998      | [ 5 ]       |
| 2022 | 17 678      | [ 6 ]       |
| 2023 | 17 726      | [ 7 ]       |
| 2024 | 17 526      | [ 1 ]       |

## Города-побратимы
- Георгени, Румыния
- Мышкув, Польша[8]
- Нови-Итебей, Сербия